# Rudolf Zosel
Rudolf Zosel (6. června 1907 Česká Lípa – ?) byl československý fotbalista, útočník, reprezentant Československa. Ve starších publikacích je uváděn jako Josef Zosel.

## Sportovní kariéra
V československé reprezentaci odehrál roku 1932 tři utkání, gól v nich tento útočník žádný nevstřelil. V československé lize nastoupil k 77 utkáním a vstřelil 26 branek. Hrál za Teplitzer FK (1930–1936), v jeho historii byl nejlepším střelcem. Dvakrát startoval ve Středoevropském poháru a dal zde 1 gól.

## Ligová bilance
| Ročník                    | Zápasy | Góly | Klub         |
| ------------------------- | ------ | ---- | ------------ |
| 1. asociační liga 1930/31 | -      | 8    | Teplitzer FK |
| 1. asociační liga 1931/32 | -      | 6    | Teplitzer FK |
| 1. asociační liga 1932/33 | -      | 5    | Teplitzer FK |
| 1. asociační liga 1933/34 | -      | 3    | Teplitzer FK |
| Státní liga 1934/35       | -      | 4    | Teplitzer FK |
| Státní liga 1935/36       | -      | 0    | Teplitzer FK |
| CELKEM                    | 77     | 26   |              |